# Eumyias
Genre
Eumyias est un genre d’oiseaux de la famille des Muscicapidae.

## Taxinomie
S'appuyant sur diverses études phylogéniques, le Congrès ornithologique international (classification version 4.1, 2014) transfère dans ce genre le Gobemouche à gorge rayée (Rhinomyias additus) jusque-là placé dans le genre Rhinomyias.

### Liste d'espèces
Selon la classification de référence du Congrès ornithologique international (version 15.1, 2025) :
- Eumyias albicaudatus – Gobemouche des Nilgiri
- Eumyias indigo – Gobemouche indigo
- Eumyias thalassinus – Gobemouche vert-de-gris
- Eumyias additus – Gobemouche à gorge rayée
- Eumyias panayensis – Gobemouche des îles
- Eumyias sanfordi – Gobemouche de Sanford
- Eumyias hoevelli – Gobemouche à front bleu
- Eumyias hyacinthinus – Gobemouche hyacinthe
- Eumyias oscillans – Gobemouche de Florès
- Eumyias stresemanni – Gobemouche de Stresemann
- Eumyias sordidus – Gobemouche de Ceylan